# Wereld Transplantatie Spelen
De Wereld Transplantatie Spelen of World Transplant Games (WTG) worden elke twee jaar georganiseerd. De Zomerspelen en de Winterspelen wisselen elkaar daarbij om het jaar af. De Spelen zijn bedoeld als eerbetoon aan de donoren en hun families. Ook probeert men via de sport het belang van orgaandonatie te promoten. Dat blijkt succesvol, in de landen waar de Spelen zijn geweest is het aantal donoren gestegen. De Spelen duren een week en kennen een openings- en sluitingsceremonie. Tijdens de week wordt door de sporters en hun supporters een mars gelopen als een presentatie aan de stad.

## Geschiedenis
De eerste zomerspelen van de World Transplant Games werden in 1978 georganiseerd in Portsmouth. Er deden toen 99 sporters mee uit zes landen; het VK, de VS, Frankrijk, Duitsland, Griekenland en Nederland. In 1987 werd de World Transplant Games Federation (WGTF) opgericht, die vanaf dat moment de Spelen zou toewijzen en helpen organiseren. In 1994 volgde de eerste winterspelen in Signes, Frankrijk. Op dit moment zijn 70 landen lid van deze organisatie en doen aan de Spelen meer dan 1000 sporters mee.
Er zijn tot 2018 eenentwintig Zomerspelen geweest en tien winterspelen. De laatste zomerspelen waren in Newcastle. In 2021 zouden de XXIII Spelen plaatsvinden in Houston maar ze konden door COVID-19 niet doorgaan. Nederland heeft in 1982 de Spelen in Amsterdam georganiseerd.
De eerste jaren werd de deelname vanuit Nederland georganiseerd via de Nierstichting. Sinds 1993 heeft de, daarvoor opgerichte, Stichting Sport en Transplantatie (SET) dit overgenomen. Zij heeft zich aangesloten bij de WGTF. Op dit moment gaan elke twee jaar gemiddeld vijftig sporters naar de Spelen. Dit aantal stijgt langzaam. In 2018 is de SET begonnen sporten te promoten op recreatieve niveaus omdat er steeds meer aanwijzingen zijn dat intensiever sporten de prognose voor levensduur van organen sterk verlengt. Daarvoor is in 2019 het TransFit programma opgezet. In 2020 heeft de stichting zich kunnen associëren met het NOC*NSF
Tijdens de eerste spelen lag de nadruk vooral op het laten zien dat een drager van een donororgaan weer kon sporten. Deelname is nog steeds het hoofddoel van deze spelen, maar de prestaties komen op een steeds hoger niveau. Voor zwemmen en atletiek worden officiële wereldrecords voor atletiek- en zwemonderdelen bijgehouden.
Op 1 juni 2017 tekende het Internationaal Olympisch Comité (IOC) een overeenkomst met de WGTF om de sport en donatie onder de aandacht te brengen en de organisatie ervan te ondersteunen.
Bij de Spelen van 2019 wordt voor de eerste maal een voetbalcompetitie gespeeld. Omdat voetbal een gedeeltelijke contactsport is en dit voor met name nier- en levergetransplanteerden een risico kan zijn, wordt gespeeld met aangepaste regels, zes tegen zes.
De Spelen van 2021 in Houston (Texas) werden geannuleerd vanwege de COVID-19-pandemie.

## Deelnemers
Aan de Spelen mogen sporters meedoen die drager zijn van een donororgaan of zelf donor zijn. Ook sporters die een beenmergtransplantatie hebben ondergaan mogen deelnemen. Deelname is toegestaan minimaal een jaar na de transplantatie en onder voorwaarde dat er sprake is van een stabiele medische situatie.
Er wordt tijdens de zomerspelen deelgenomen aan vijftig onderdelen in verschillende sporten. Medailles worden uitgereikt aan de beste drie in verschillende leeftijdscategorieën. Om kans te maken op medailles moet sinds de eeuwwisseling op een steeds hoog niveau getraind worden.
De spelen zijn verdeeld in leeftijdscategorieën van tien jaar. Bijzonder is dat ook hele jonge deelnemers van vier jaar mogen meedoen. Bij de jeugdigen zijn de leeftijdsgroepen verdeeld in groepen van twee jaar. Bij een aantal sporten worden leeftijden samengevoegd. Junioren van 16 of 17 jaar mogen meedoen bij de volwassen, maar mogen dan niet meer bij de junioren uitkomen.
- Volwassenen: (18-29), (30-39), (40-49), (50-59), (60-69) en (70+).
- Bij de gemengde en teamsporten: (18-29), (30-49) en (50+).
- Junioren: (5 jaar en jonger), (6-8), (9-11), (12-14) en (15-17).

## Sporten
Sporten tijdens de Zomerspelen:
- Atletiek
- Badminton
- Bowling
- Golf
- Squash
- 5 en 3 Kilometer hardloopwedstrijd
- Tafeltennis
- Tennis
- Voetbal
- Volleybal
- Wielrennen
- Zwemmen

Sporten tijden de Winterspelen:
- Biatlon
- Curling
- Skiën
- Snowboarden

## WGTF onderscheidingen
Vanaf de Spelen in 2009 geeft de WGTF een aantal onderscheidingen aan teams en deelnemers. De onderscheidingen, Outstanding Athlete Award, zijn voor de meest aansprekende prestaties voor mannen, vrouwen, jongens en meisjes. Ook wordt een prijs uitgereikt, Outstanding Team Award, aan het best presterende team aangewezen. De winnaar wordt bepaald op basis van de verhouding tussen het aantal deelnemers en de gewonnen prijzen.
Naast deze algemene prijzen wordt er gestreden om twee bijzondere prijzen. De oudste is de Maurice Slapak Award voor het beste team bij de vijf kilometer hardloopwedstrijd wordt sinds 2007 uitgereikt. De prijs is genoemd naar de Britse arts die het initiatief voor de eerste Spelen nam. De tweede is de Peter Griffin Award voor het snelst zwemmende team op de 4 x 50 meter vrije slag. De prijs is vernoemd naar een van de oprichters en de eerste algemene secretaris van deze organisatie.